# Bronowo (gromada)
Bronowo – dawna gromada, czyli najmniejsza jednostka podziału terytorialnego Polskiej Rzeczypospolitej Ludowej w latach 1954–1972.
Gromady, z gromadzkimi radami narodowymi (GRN) jako organami władzy najniższego stopnia na wsi, funkcjonowały od reformy reorganizującej administrację wiejską przeprowadzonej jesienią 1954 do momentu ich zniesienia z dniem 1 stycznia 1973, tym samym wypierając organizację gminną w latach 1954–1972.
Gromadę Bronowo z siedzibą GRN w Bronowie utworzono – jako jedną z 8759 gromad – w powiecie łomżyńskim w woj. białostockim, na mocy uchwały nr 18/V WRN w Białymstoku z dnia 4 października 1954. W skład jednostki weszły obszary dotychczasowych gromad Bronowo, Janczewo i Niwkowo ze zniesionej gminy Bożejewo w tymże powiecie. Dla gromady ustalono 13 członków gromadzkiej rady narodowej.
31 grudnia 1959 do gromady Bronowo przyłączono wieś Kossaki ze zniesionej gromady Kossaki.
Gromadę Bronowo zniesiono 31 grudnia 1961, a jej obszar włączono do gromad Bożejewo Stare (wieś Janczewo oraz PGR Janczewo), Drozdowo (wieś Kossaki) i Wizna (wsie Niwkowo i Bronowo).